# San Isidro la Sábila
San Isidro la Sábila är en ort i Mexiko.   Den ligger i kommunen Chietla och delstaten Puebla, i den sydöstra delen av landet, 110 km sydost om huvudstaden Mexico City. San Isidro la Sábila ligger 1 181 meter över havet och antalet invånare är 291.
Terrängen runt San Isidro la Sábila är kuperad norrut, men söderut är den platt. Runt San Isidro la Sábila är det ganska tätbefolkat, med 120 invånare per kvadratkilometer. Närmaste större samhälle är Izúcar de Matamoros, 11,0 km öster om San Isidro la Sábila. Omgivningarna runt San Isidro la Sábila är en mosaik av jordbruksmark och naturlig växtlighet.